# Monte Uweinat
El Monte Uweinat es una cadena montañosa en el área fronteriza de Egipto, Libia y Sudán. La montaña se encuentra a unos 40 km del Yebel Arkanu. El muelle principal llamado Ain Dua se encuentra al pie de la montaña, en el lado libio. El área se caracteriza por sus prehistóricos jeroglíficos según el explorador egipcio Ahmed Hassanein Pasha, el descubridor de Uweinat, quien en 1923 atravesó los primeros 40 km de la montaña, sin llegar a la final. Los jeroglíficos bosquimanos en piedra arenisca representan, leones, jirafas, avestruces, gacelas, vacas y pequeñas figuras humanas.